# (34955) 1044 T-2
1044 T-2 (asteroide 34955) é um asteroide da cintura principal. Possui uma excentricidade de 0.17455060 e uma inclinação de 4.06917º.
Este asteroide foi descoberto no dia 29 de setembro de 1973 por Cornelis Johannes van Houten e Ingrid van Houten-Groeneveld e Tom Gehrels em Palomar.